# オトンルイ風力発電所
オトンルイ風力発電所（オトンルイふうりょくはつでんしょ）は、北海道天塩郡幌延町にある集合型風力発電所。オトンルイとはアイヌ語で「浜にある道」という意味がある。

## 概要
幌延町の風力発電プロジェクトに基づき、2000年（平成12年）に第三セクター「幌延風力発電」を設立し、試運転を経て2003年（平成15年）から本格稼働を始めている。なお、2014年（平成26年）に幌延町は保有株式の一部を残して大半をJFEエンジニアリングに売却し、売却益を基にエネルギー施策や地域振興を推進する事業に財源を充てるための基金「幌延町エネルギー施策等振興基金」を設立している。
オトンルイ風力発電所はサロベツ原野南部にあり、北海道道106号稚内天塩線（日本海オロロンライン）沿いの南北3.1 kmに渡って28基の風車が立ち並んでいる。総出力は21,000 kWあり、送電線によって約17 km先にある北海道電力幌延変電所へ電力を供給している。海側の沿道には「サロベツ原野パーキング」があり、好天時には利尻山を眺めることができる。
2025年（令和7年）3月で稼働停止と公表されていたが、2027年（令和9年）3月まで運転継続と変更されている。

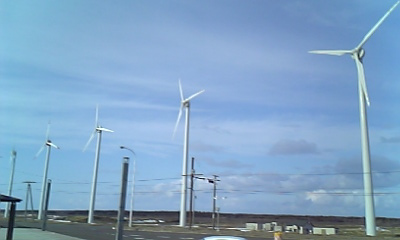
風車群外観
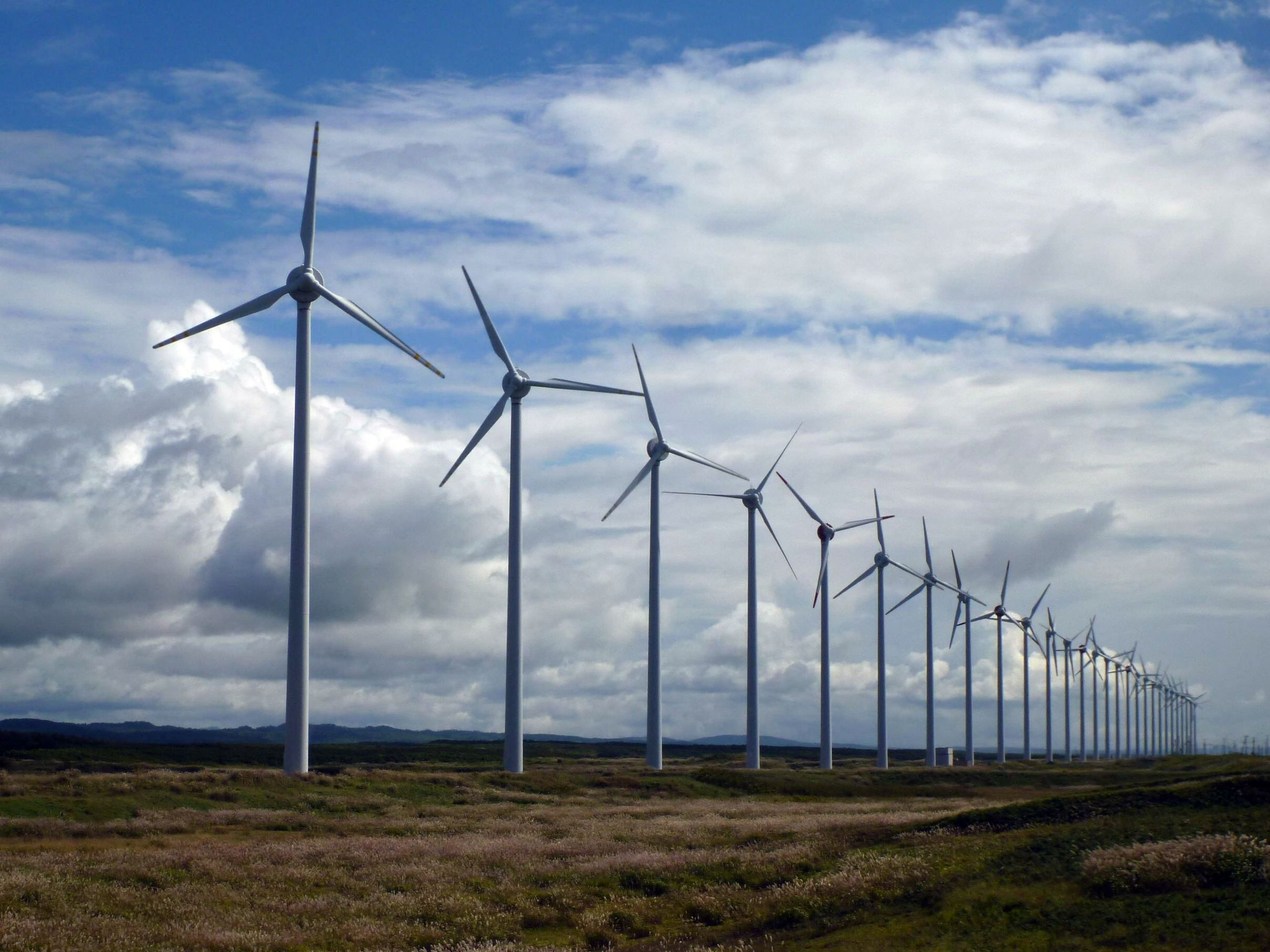
風車群外観
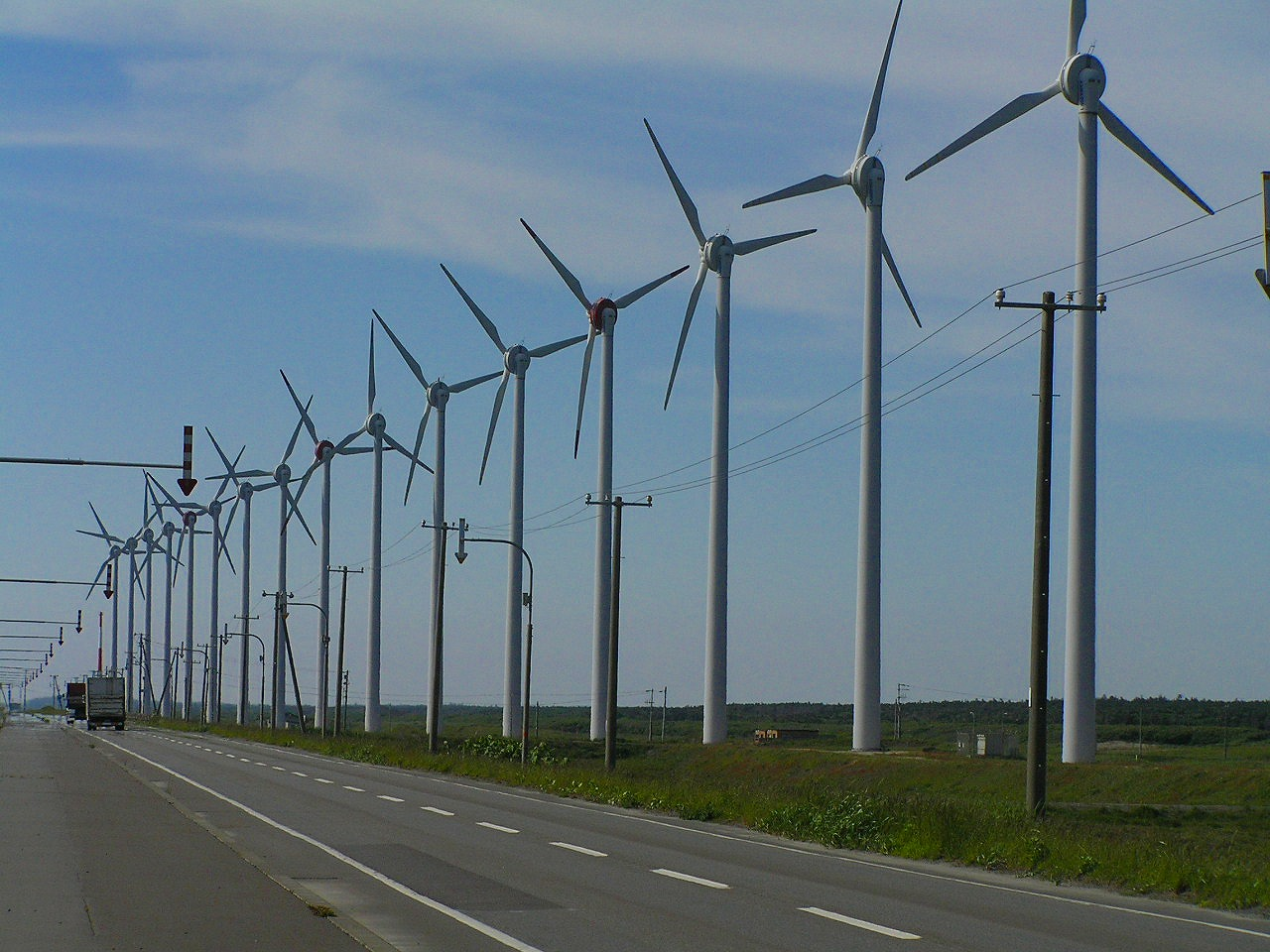
風車群外観
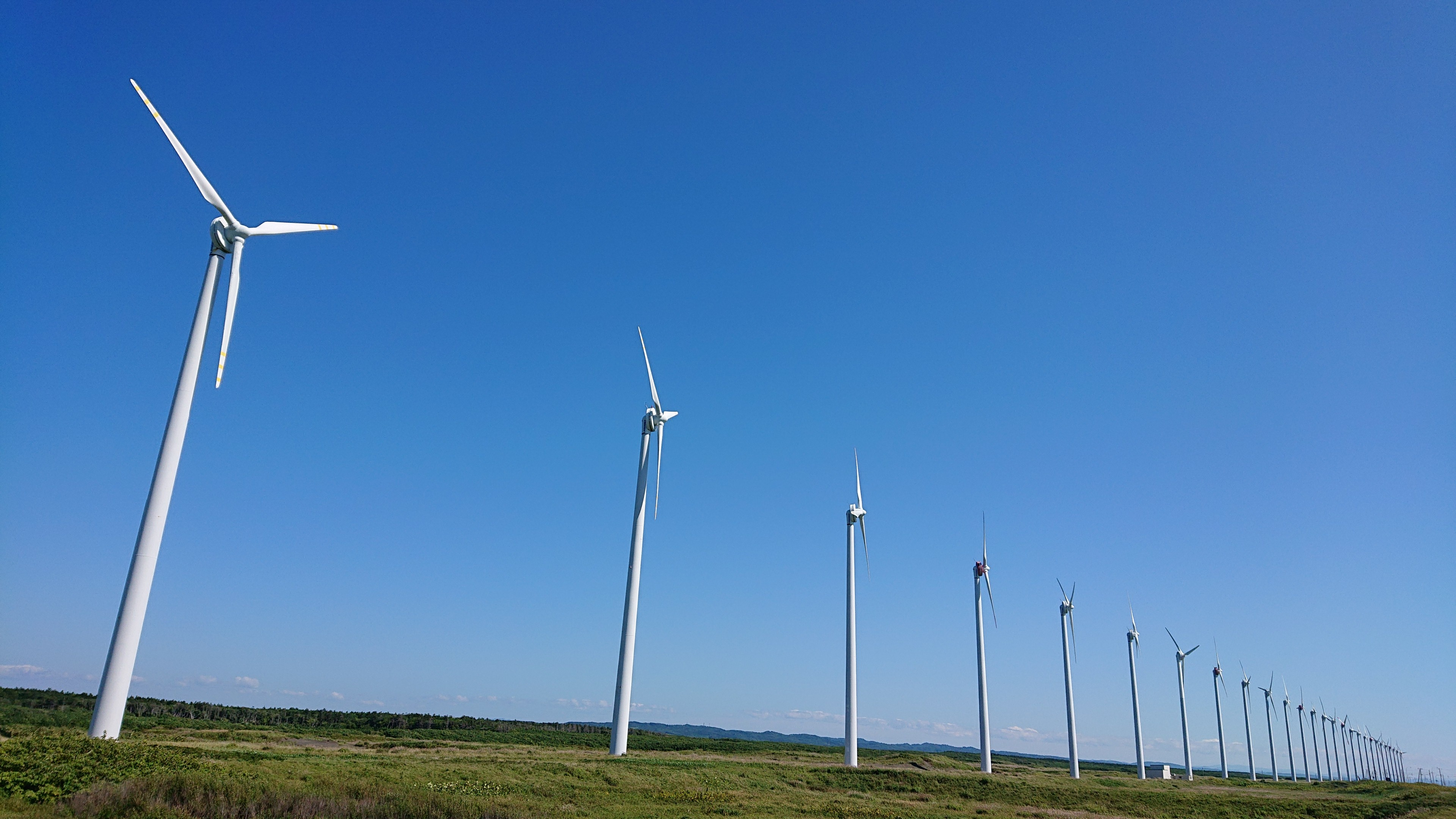
風車群外観

## 設備
オランダのラガウェイ製の風車を取り寄せており、1基あたりの出力は750 kW、ローターの直径は50.5 m、高さは99 m（支柱は74 m）ある。

## 参考資料
- “人工物なのに壮観！28基の風車が一列に並ぶ「オトンルイ風力発電所」”. 北海道ファンマガジン (2015年3月18日). 2017年8月9日閲覧。